# 연애♥라이더
《연애♥라이더》(일본어: 恋愛♥ライダー 렝아이라이다[*])는 Buono!의 2번째 싱글이다. 유통사는 포니 캐년이다.

## 수록곡
1. 연애♥라이더(恋愛♥ライダー) 
 (작사：이와사토 유호　작곡：키노시타 케이코　편곡：니시카와 스스무)
TV 애니메이션 《캐릭캐릭 체인지》의 닫는 곡(2008년 1월～3월).
2. 그렇지 않으면 아까워!(じゃなきゃもったいないっ! 자나캬못타이나잇![*])
 (작사：카와카미 카키　작곡：코바야시 테츠야　편곡：치노 요시히코)
3. 연애♥라이더(恋愛♥ライダー) (Instrumental)
4. 그렇지 않으면 아까워!(じゃなきゃもったいないっ!) (Instrumental)